# Margot Duffeling
Margot Duffeling (Engels: Marjorie (Marge) Dursley), is een personage uit de Harry Potter-boekenreeks van de Britse schrijfster J.K. Rowling. Ze is de zus van Herman Duffeling, de oom van Harry Potter.
Harry moet haar 'tante' noemen, hoewel zij formeel geen familie van hem is; hij is de zoon van de zus van Petunia Duffeling, oom Hermans vrouw. Margot Duffeling fokt buldogs en woont ergens in Groot-Brittannië. Ze kan door haar werk niet vaak op bezoek komen, tot blijdschap van Harry. Ze vindt Harry en zijn ouders vreselijk en houdt ervan ze te beledigen en Harry te treiteren.
Tijdens de schoolvakantie voorafgaand aan Harry's derde schooljaar komt tante Margot op bezoek bij de Duffelingen. Ze weet Harry dusdanig het bloed onder de nagels vandaan te halen door beledigende opmerkingen over zijn ouders Lily en James Potter te maken, dat hij haar per ongeluk "opblaast". Hij wordt zó kwaad dat hij zijn toverkracht niet meer kan beheersen en doet tante Margot opzwellen als een ballon. Nog voor Harry de wind van voren krijgt pakt hij zijn koffers en vertrekt naar de Lekke Ketel. Er moet een Vergetelspreuk worden uitgesproken om ervoor te zorgen dat tante Margot zich het voorval niet meer kan herinneren.

## Stamboom familie Duffeling
|                  |                  |                  |                  |                  |                  |  |  |                  |                  |                  |                  |                  |                  |                |                |                |                |               |               |               |               |  |  |            |            |            |            |              |              |              |              |              |              |              |              |              |              |
|                  |                  |                  |                  |                  |                  |  |  |                  |                  |                  |                  |                  |                  |                |                |                |                |               |               |               |               |  |  |            |            |            |            |              |              |              |              |              |              |              |              |              |              |
| Margot Duffeling | Margot Duffeling | Margot Duffeling | Margot Duffeling | Margot Duffeling | Margot Duffeling |  |  | Herman Duffeling | Herman Duffeling | Herman Duffeling | Herman Duffeling | Herman Duffeling | Herman Duffeling |                |                | Petunia Evers  | Petunia Evers  | Petunia Evers | Petunia Evers | Petunia Evers | Petunia Evers |  |  | Lily Evers | Lily Evers | Lily Evers | Lily Evers | Lily Evers   | Lily Evers   |              |              | James Potter | James Potter | James Potter | James Potter | James Potter | James Potter |
| Margot Duffeling | Margot Duffeling | Margot Duffeling | Margot Duffeling | Margot Duffeling | Margot Duffeling |  |  | Herman Duffeling | Herman Duffeling | Herman Duffeling | Herman Duffeling | Herman Duffeling | Herman Duffeling |                |                | Petunia Evers  | Petunia Evers  | Petunia Evers | Petunia Evers | Petunia Evers | Petunia Evers |  |  | Lily Evers | Lily Evers | Lily Evers | Lily Evers | Lily Evers   | Lily Evers   |              |              | James Potter | James Potter | James Potter | James Potter | James Potter | James Potter |
|                  |                  |                  |                  |                  |                  |  |  |                  |                  |                  |                  |                  |                  |                |                |                |                |               |               |               |               |  |  |            |            |            |            |              |              |              |              |              |              |              |              |              |              |
|                  |                  |                  |                  |                  |                  |  |  |                  |                  |                  |                  | Dirk Duffeling   | Dirk Duffeling   | Dirk Duffeling | Dirk Duffeling | Dirk Duffeling | Dirk Duffeling |               |               |               |               |  |  |            |            |            |            | Harry Potter | Harry Potter | Harry Potter | Harry Potter | Harry Potter | Harry Potter |              |              |              |              |